# Burg Hüngersdorf
Die Burg Hüngersdorf ist eine abgegangene Burg im gleichnamigen Ortsteil der Gemeinde Blankenheim im Kreis Euskirchen in Nordrhein-Westfalen.
Bei der sogenannten Burg in Hüngersdorf handelte es sich ohne Zweifel um ein typisches Burghaus der Gegend, das sich lediglich durch seine Größe und zugehörigen Landbesitz von vergleichbaren Lehenshöfen unterschieden haben dürfte. Es war der Sitz der für die Zeit von 1297 bis 1404 bezeugten gleichnamigen Familie, eines weiter wohl unbedeutenden Geschlechts von Landedelleuten.
Da Hüngersdorf bis 1725 Teil des Herzogtums Jülich war, ist anzunehmen, dass es sich um ein jülisches Lehen handelte.
Herzog ortet das Burghaus in unmittelbarer Nähe zu der Hüngersdorfer Kapelle. Eine solche ist jedoch erst für das Jahr 1536 belegt.